# Paraclius septentrionalis
Paraclius septentrionalis är en tvåvingeart som beskrevs av Negrobov 1980. Paraclius septentrionalis ingår i släktet Paraclius och familjen styltflugor.
Artens utbredningsområde är Mongoliet. Inga underarter finns listade i Catalogue of Life.